# استان دیرالزور
دیرالزور (به عربی:  محافظة دیر الزور )(به کردی parezgaha der zur)، نام استانی در کشور جمهوری عربی سوریه است. استان دیرالزور در مرز سوریه و عراق و در کرانه رود فرات واقع شده‌است.
این استان در جریان جنگ سوریه بجز شهر دیرالزور که در اختیار دولت سوریه، راس شمالی این استان و نیمه شمالی مرز استان دیرالزور و استان حسکه که تحت تسلط کردهای سوریه و منطقه ابوخشاب که در اختیار جبهه النصره بود، تماماً تحت کنترل داعش بود.

## تاریخ
تاریخ دیر الزور به دورهٔ هزارهٔ هفتم قبل از میلاد بر می‌گردد؛ و یکی از اماکن باستان‌شناختی در سوریه وشرق بوده‌است، مردم این منطقه در ابتکار ابزارهای کشاورزی نخستین دوران (بعل) در منطقه و میان‌رودان در حدود ۱۲ هزار سال پیشقدم بوده‌اند.
آثارهای متعددی مانند آثار: بقرص هزار سال قبل از میلاد، و آثار دور ختلیمو هزاره چهارم قبل از میلاد، و بسیاری از ممالک وشهرهای آشوری، بابلی و بسیاری از مواقع رومانی و اسلامی در شهر دیر الزور وجود دارد.
در سال ۱۹۲۱ میلادی فرانسوی‌ها این شهر را اشغال نمودند و مرکز بزرگ فرمانداری نظامی خود قرار دادند، و در سال ۱۹۴۶ میلادی به موجب پیمان سایکس - بیکو و سان ریمو، جزئی از کشور استقلال یافته سوری شد.
آثاری از دورهٔ یونانیان، رومیان، ایرانیان و تدمر (پالمیرا) باقی مانده‌است.

## جغرافیا
این استان در لهجهٔ عامیانهٔ سوریه، الدیر نیز نامیده‌می‌شود. این استان از شمال به مرزهای استان حسکه، از سمت غرب به مرزهای استان‌های رقه و حمص و از سمت شرق و جنوب به مرزهای کشور عراق محدود شده‌است.
رود فرات از میانهٔ «استان دیر الزور» عبور می‌کند.
مساحت این استان در حدود ۳۳٫۰۶ هزار کیلومتر مربع می‌باشد و به ۳ منطقه تقسیم شده‌است. هر کدام از این ۳ منطقه زیر نظر یک فرماندار اداره می‌شود.

## جمعیت
استان دیرالزور حدود ۱ میلیون و ۲۰۰ هزار نفر جمعیت دارد.
عرب های سنی بیش از 95% از جمعیت استان دیرالزور را تشکیل می دهند. به طور کلی 99% مردم این استان سنی هستند.
اکثریت قاطع اعراب استان دیرالزور سنی مذهب هستند و بخشی کوچکی از سنی ها را کردها تشکیل می دهند.
در بین چهارده استان سوریه تنها دو استان هستند که در  آنها.شیعیان دوازده امامی اکثریت شیعیان را تشکیل می دهند. برخلاف استان طرطوس و لاذقیه که اکثریت شیعیان را علویان تشکیل می دهند این استان دارای شیعیان دوازده امامی است که 5000 عرب شیعه در آن ساکن اند. استان دیگر، استان ادلب است.
بعد از شروع جنگ داخلی سوریه خشونت های فرقه ای بین شیعیان و اهل سنت این استان افزایش یافته است از جمله کشتار حطله.

## شهرستان‌ها
این استان از سه شهرستان تشکیل شده‌است. این سه شهرستان عبارت‌اند از:
- شهرستان دیر الزور
- شهرستان میادین
- شهرستان ابوکمال

هر شهرستان توسط یک فرماندار که از جانب رئیس‌جمهور سوریه منصوب می‌شود، اداره می‌گردد. در این سه شهرستان، ۳ شهر، ۱۱ دهستان و ۱۲۸ روستا واقع شده‌است.

## موزه آثار تاریخی

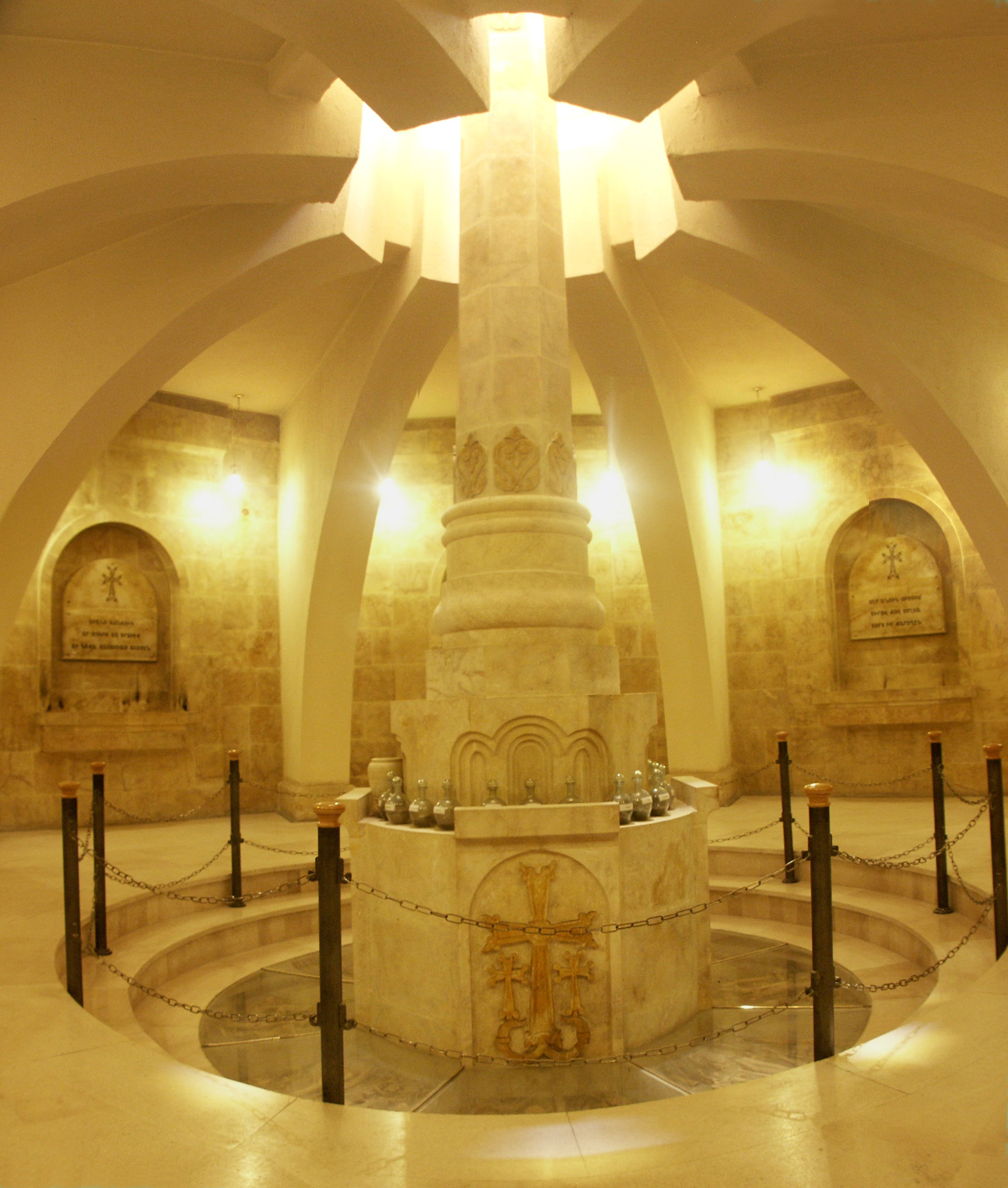
موزه نسل‌کشی ارامنه، در دیرالزور

در مرکز استان موزهٔ بزرگی وجود دارد که محتوی آن ۲۵۰۰۰ هزار قطعه اثری می‌باشد؛ که شامل ادوات نحاسی مس، و فخاری وشیشه می‌باشد. موزهٔ بزرگ (البیت الرومانی) که در سال ۲۰۰۰ میلادی اکتشاف شده‌است در این موقع واقع می‌باشد.
خرابه‌های خانه‌های قدیمی و شالدهایی که در زیر زمین کشف شده در حدود پنج اتاق از بنای قدیم است که نشان دهنده تاریخ سه مرحله بناء (دورا اوروپس) زمان یونانی، و زمان ایرانی و رومی می‌باشد.

## شخصیت‌های سیاسی مهم
ریاض فرید حجاب نخست‌وزیر سابق سوریه نیز اهل این استان است او در ۶ اوت ۲۰۱۲ به مخالفان در جنگ داخلی سوریه پیوست و هم‌اکنون در امان پایتخت اردن زندگی می‌کند.